# Wilsey (Kansas)
Wilsey es una ciudad ubicada en el condado de Morris en el estado estadounidense de Kansas. En el año 2010 tenía una población de 153 habitantes y una densidad poblacional de 21,86 personas por km².

## Geografía
Wilsey se encuentra ubicada en las coordenadas 38°38′12″N 96°40′34″O / 38.63667, -96.67611.

## Demografía
Según la Oficina del Censo en 2000 los ingresos medios por hogar en la localidad eran de $29.688 y los ingresos medios por familia eran $37.500. Los hombres tenían unos ingresos medios de $26.875 frente a los $18.750 para las mujeres. La renta per cápita para la localidad era de $10.781. Alrededor del 5,9% de la población estaba por debajo del umbral de pobreza.